# Kazembe Abif
Kazembe Abif (Elizabeth, 18 novembre 1992) è un ex cestista statunitense.

## Palmarès
- Campionato finlandese: 1

Kauhajoen Karhu: 2018-19
- Coppa di Finlandia: 1

Helsinki Seagulls: 2020